# RPC aux Jeux paralympiques d'été de 2020
La Russie participe aux Jeux paralympiques d'été de 2020 à Tokyo sous la bannière de RPC, acronyme de son Comité paralympique russe. Elle est alors représentée par 246 athlètes dans 20 disciplines.
Par décision du Comité international paralympique, les athlètes russes avaient déjà été exclus de la compétition en 2016 pour cause de dopage d'État. En 2019, la Russie est exclue des Jeux olympiques et paralympiques 2020 par l'agence mondiale antidopage pour les mêmes causes. Pour ces Jeux, les sportifs russes ont ainsi pu participer sous une bannière neutre « RPC » (pour Russian Paralympic Committee), mesure identique à la délégation olympique de 2020.
Lors de la cérémonie protocolaire de remise des médailles, en cas de médaille d'or, comme aux Jeux olympiques, le Concerto pour piano no 1 de Tchaïkovski est joué. 

## Bilan général

### Bilan par sport
| Place | Sport              | Médaille d'or, Jeux paralympiques | Médaille d'argent, Jeux paralympiques | Médaille de bronze, Jeux paralympiques | Total | Rang pays |
| ----- | ------------------ | --------------------------------- | ------------------------------------- | -------------------------------------- | ----- | --------- |
| 1     | Athlétisme         | 12                                | 13                                    | 13                                     | 38    | 2e        |
| 2     | Natation           | 17                                | 14                                    | 18                                     | 49    | 2e        |
| 3     | Cyclisme sur piste | 3                                 | 0                                     | 0                                      | 3     | 8e        |
| 4     | Tennis de table    | 1                                 | 2                                     | 4                                      | 7     | 6e        |
| 5     | Escrime            | 2                                 | 2                                     | 3                                      | 7     | 2e        |
| 6     | Tir à l'arc        | 1                                 | 0                                     | 2                                      | 3     | 4e        |
| 7     | Paracanoë          | 0                                 | 1                                     | 0                                      | 1     | 8e        |
| 7     | Volley-ball        | 0                                 | 1                                     | 0                                      | 1     |           |
| 8     | Judo               | 0                                 | 0                                     | 3                                      | 3     | 14e       |
| 8     | Taekwondo          | 0                                 | 0                                     | 3                                      | 3     | 11e       |
| 9     | Dynamophilie       | 0                                 | 0                                     | 1                                      | 1     | 18e       |
| 9     | Boccia             | 0                                 | 0                                     | 1                                      | 1     | 12e       |
| 9     | Tir                | 0                                 | 0                                     | 1                                      | 1     | 14e       |
| Total | Total              | 36                                | 33                                    | 49                                     | 118   |           |

## Médaillés
| Sport                 | Discipline | Sportifs | Performance | Date |
| Médailles d’or :      |            |          |             |      |
| Médailles d’argent :  |            |          |             |      |
| Médailles de bronze : |            |          |             |      |

## Nombre d’athlètes qualifiés par sport
Voici la liste des qualifiés par sport :
| Sport            | Femmes | Hommes | Total |
| ---------------- | ------ | ------ | ----- |
| Athlétisme       | 27     | 45*    | 72*   |
| Aviron           | 2      | 4      | 6     |
| Badminton        | 1      | 0      | 1     |
| Boccia           | 3      | 6*     | 9*    |
| Canoë            | 3      | 4      | 7     |
| Cyclisme         | 3      | 5      | 8     |
| Dynamophilie     | 2      | 0      | 2     |
| Equitation       | 2      | 2      | 4     |
| Escrime fauteuil | 6      | 6      | 12    |
| Goalball         | 6      | 0      | 6     |
| Judo             | 5      | 4      | 9     |
| Natation         | 21     | 32     | 53    |
| Tækwondo         | 1      | 3      | 4     |
| Tennis fauteuil  | 2      | 0      | 2     |
| Tennis de table  | 6      | 4      | 10    |
| Tir à l’arc      | 5      | 6      | 11    |
| Tir sportif      | 3      | 3      | 6     |
| Triathlon        | 4*     | 1      | 5*    |
| Volley-ball      | 12     | 12     | 24    |
| Total            | 114    | 137    | 251   |

- Les guides en athlétisme et en triathlon ainsi que les assistants de boccia sont comptés comme athlètes aux Jeux paralympiques.

## Athlétisme
Piste - Hommes
| Athlète                                  | Épreuve      | Série          | Série       | Finale          | Finale                                 |
| Athlète                                  | Épreuve      | Résultat       | Rang        | Résultat        | Rang                                   |
| ---------------------------------------- | ------------ | -------------- | ----------- | --------------- | -------------------------------------- |
| Alexey Bychenok                          | 400m T54     | DQ             | DQ          | Éliminé         | Éliminé                                |
| Alexey Bychenok                          | 1500m T54    | DNS            | DNS         | Éliminé         | Éliminé                                |
| Alexey Bychenok                          | 5000m T54    | 10 min 10 s 99 | 3e          | 10 min 30 s 59  | 5e                                     |
| David Dzhatiev                           | 100m T35     | Non disputé    | Non disputé | 11 s 82         | 4e                                     |
| David Dzhatiev                           | 200m T35     | Non disputé    | Non disputé | 23 s 85         | 4e                                     |
| Anton Feoktistov                         | 400m T38     | 53 s 57        | 4e          | 52 s 27         | 6e                                     |
| Denis Gavrilov guide : Sergey Ivanov     | Marathon T12 | Non disputé    | Non disputé | 2 h 39 min 48 s | 10e                                    |
| Vitalii Gritsenko                        | 100m T53     | 15 s 26        | 4e          | 15 s 55         | 8e                                     |
| Vitalii Gritsenko                        | 400m T53     | 48 s 74        | 4e          | 49 s 41         | Médaille de bronze, Jeux paralympiques |
| Vitalii Gritsenko                        | 800m T53     | 1 min 42 s 52  | 3e          | 1 min 40 s 51   | 6e                                     |
| Vitalii Gritsenko                        | 1500m T54    | 2 min 56 s 96  | 8e          | Éliminé         | Éliminé                                |
| Vitalii Gritsenko                        | Marathon T54 | Non disputé    | Non disputé | 1 min 33 s 13   | 13e                                    |
| Aleksandr Iaremchuk                      | 1500m T46    | Non disputé    | Non disputé | 3 min 52 s 08   | Médaille d'or, Jeux paralympiques      |
| Aleksandr Iaremchuk                      | Marathon T46 | Non disputé    | Non disputé | 2 h 31 min 42 s | 4e                                     |
| Artem Kalashian                          | 100m T35     | Non disputé    | Non disputé | 11 s 75         | Médaille de bronze, Jeux paralympiques |
| Artem Kalashian                          | 200m T35     | Non disputé    | Non disputé | 23 s 75         | Médaille de bronze, Jeux paralympiques |
| Khetag Khinchagov                        | 100m T38     | DQ             | DQ          | Éliminé         | Éliminé                                |
| Chermen Kobesov                          | 100m T37     | 11 s 32        | 2e          | 11 s 32         | 4e                                     |
| Chermen Kobesov                          | 200m T37     | 23 s 19        | 2e          | 22 s 85         | 4e                                     |
| Chermen Kobesov                          | 400m T37     | Non disputé    | Non disputé | 50 s 44         | Médaille de bronze, Jeux paralympiques |
| Aleksandr Kostin                         | 1500m T13    | Non disputé    | Non disputé | 3 min 55 s 57   | 4e                                     |
| Aleksandr Kostin guide : Iurii Kloptcov  | 5000m T13    | Non disputé    | Non disputé | 14 min 37 s 42  | Médaille de bronze, Jeux paralympiques |
| Anton Kuliatin                           | 1500m T13    | Non disputé    | Non disputé | 3 min 54 s 04   | Médaille d'or, Jeux paralympiques      |
| Anton Prokhorov                          | 100m T63     | 12 s 15        | 2e          | 12 s 04         | Médaille d'or, Jeux paralympiques      |
| Alexandr Rabotnitskii                    | 1500m T20    | Non disputé    | Non disputé | 3 min 55 s 78   | Médaille d'argent, Jeux paralympiques  |
| Fedor Rudakov                            | 1500m T11    | 4 min 11 s 88  | 3e          | 4 min 5 s 55    | Médaille de bronze, Jeux paralympiques |
| Fedor Rudakov guide : Vladimir Miasnikov | 5000m T11    | Non disputé    | Non disputé | DQ              | DQ                                     |
| Dmitriy Safronov                         | 100m T35     | Non disputé    | Non disputé | 11 s 39         | Médaille d'or, Jeux paralympiques      |
| Dmitriy Safronov                         | 200m T35     | Non disputé    | Non disputé | 23 s 00         | Médaille d'or, Jeux paralympiques      |
| Pavel Sarkeev                            | 1500m T20    | Non disputé    | Non disputé | 4 min 0 s 43    | 6e                                     |
| Egor Sharov                              | 400m T13     | 49 s 91        | 2e          | 50 s 96         | 8e                                     |
| Egor Sharov                              | 1500m T13    | Non disputé    | Non disputé | 3 min 56 s 36   | 5e                                     |
| Aleksandr Shirin                         | 400m T13     | 49 s 83        | 3e          | 49 s 75         | 5e                                     |
| Evgenii Shvetcov                         | 100m T36     | 12 s 26        | 3e          | 12 s 51         | 8e                                     |
| Evgenii Shvetcov                         | 400m T36     | Non disputé    | Non disputé | 53 s 60         | Médaille d'argent, Jeux paralympiques  |
| Roman Tarasov                            | 100m T12     | 10 s 83        | 2e          | 10 s 88         | Médaille de bronze, Jeux paralympiques |
| Evgenii Torsunov                         | 100m T36     | 12 s 51        | 5e          | 12 s 49         | 7e                                     |
| Andrey Vdovin                            | 100m T37     | 11 s 34        | 2e          | 11 s 18         | Médaille d'argent, Jeux paralympiques  |
| Andrey Vdovin                            | 200m T37     | 22 s 94        | 1er         | 22 s 24         | Médaille d'argent, Jeux paralympiques  |
| Andrey Vdovin                            | 400m T37     | Non disputé    | Non disputé | 49 s 34         | Médaille d'or, Jeux paralympiques      |

Concours - Hommes
| Athlète           | Épreuve               | Finale   | Finale                                 |
| Athlète           | Épreuve               | Résultat | Rang                                   |
| ----------------- | --------------------- | -------- | -------------------------------------- |
| Igor Baskakov     | Lancer de poids F11   | 12,83 m  | 5e                                     |
| Igor Baskakov     | Lancer de disque F11  | 34,47 m  | 4e                                     |
| Sergei Biriukov   | Saut en longueur T37  | 5,96 m   | 5e                                     |
| David Budoian     | Saut en longueur T38  | 6,09 m   | 8e                                     |
| Aleksei Churkin   | Lancer de poids F32   | 11,31 m  | Médaille d'argent, Jeux paralympiques  |
| Aleksei Churkin   | Lancer de massue F32  | 34,82 m  | 4e                                     |
| Dmitry Dushkin    | Lancer de poids F40   | 10,39 m  | 5e                                     |
| Alexander Elmin   | Lancer de poids F35   | 13,78 m  | 6e                                     |
| Denis Gnezdilov   | Lancer de poids F40   | 11,16 m  | Médaille d'or, Jeux paralympiques      |
| Albert Khinchagov | Lancer de poids F37   | 15,78 m  | Médaille d'or, Jeux paralympiques      |
| Khetag Khinchagov | Saut en longueur T38  | 6,53 m   | 4e                                     |
| Aleksandr Khrupin | Lancer de poids F33   | 11,21 m  | 4e                                     |
| Chermen Kobesov   | Saut en longueur T37  | 6,00 m   | 4e                                     |
| Alan Kokoity      | Lancer de poids F36   | 14,37 m  | 5e                                     |
| Nikita Kotukov    | Saut en longueur T47  | 7,34 m   | Médaille de bronze, Jeux paralympiques |
| Alexey Kuznetsov  | Lancer de javelot T54 | 31,19 m  | Médaille d'argent, Jeux paralympiques  |
| Georgii Margiev   | Saut en hauteur T47   | 1,89 m   | 6e                                     |
| Nikita Prokhorov  | Lancer de poids F46   | 16,29 m  | Médaille d'argent, Jeux paralympiques  |
| Sergei Shatalov   | Lancer de poids F11   | 12,59 m  | 7e                                     |
| Sergei Shatalov   | Lancer de disque F11  | 32,08 m  | 8e                                     |
| Sergei Sokulskii  | Lancer de poids F55   | 12,06 m  | 4e                                     |
| Vladimir Sviridov | Lancer de poids F36   | 16,67 m  | Médaille d'or, Jeux paralympiques      |
| Musa Taimazov     | Lancer de massue F51  | 35,42 m  | Médaille d'or, Jeux paralympiques      |
| Evgenii Torsunov  | Saut en longueur T36  | 5,76 m   | Médaille d'or, Jeux paralympiques      |

Piste - Femmes
| Athlète                                           | Épreuve      | Série         | Série       | Finale         | Finale                                 |
| Athlète                                           | Épreuve      | Résultat      | Rang        | Résultat       | Rang                                   |
| ------------------------------------------------- | ------------ | ------------- | ----------- | -------------- | -------------------------------------- |
| Veronika Doronina                                 | 100m T34     | Non disputé   | Non disputé | 19 s 06        | 4e                                     |
| Veronika Doronina                                 | 800m T34     | Non disputé   | Non disputé | 2 min 19 s 64  | 5e                                     |
| Margarita Gontcharova                             | 100m T38     | 13 s 20       | 4e          | Éliminée       | Éliminée                               |
| Margarita Gontcharova                             | 400m T38     | 1 min 2 s 62  | 3e          | 1 min 0 s 14   | Médaille d'argent, Jeux paralympiques  |
| Elena Ivanova                                     | 100m T36     | 14 s 46       | 2e          | 14 s 60        | Médaille d'argent, Jeux paralympiques  |
| Elena Ivanova                                     | 200m T36     | 34 s 19       | 4e          | Éliminée       | Éliminée                               |
| Anna Kulinich-Sorokina guide : Sergey Petrichenko | 200m T12     | 25 s 38       | 1re         | 24 s 85        | Médaille de bronze, Jeux paralympiques |
| Aleksandra Moguchaia                              | 100m T47     | 12 s 64       | 5e          | 12 s 71        | 8e                                     |
| Elena Pautova guide : Grigoriy Andreyev           | 1500m T13    | 5 min 33 s 39 | 6e          | 5 min 0 s 76   | 8e                                     |
| Elena Pautova guide : Grigoriy Andreyev           | Marathon T12 | Non disputé   | Non disputé | 3 h 4 min 16 s | Médaille d'argent, Jeux paralympiques  |
| Anna Sapozhnikova                                 | 100m T37     | 14 s 50       | 5e          | Éliminée       | Éliminée                               |
| Viktoriia Slanova                                 | 100m T37     | 13 s 88       | 3e          | 14 s 26        | 8e                                     |
| Viktoriia Slanova                                 | 200m T37     | 28 s 56       | 4e          | 28 s 84        | 7e                                     |
| Viktoriia Slanova                                 | 400m T37     | Non disputé   | Non disputé | DQ             | DQ                                     |
| Anastasiia Soloveva                               | 200m T47     | 25 s 50       | 2e          | 25 s 60        | 6e                                     |
| Anastasiia Soloveva                               | 400m T47     | 57 s 27       | 1re         | 57 s 59        | Médaille de bronze, Jeux paralympiques |
| Elena Tretiakova                                  | 200m T37     | 29 s 85       | 5e          | Éliminée       | Éliminée                               |
| Elena Tretiakova                                  | 400m T37     | Non disputé   | Non disputé | 1 min 7 s 18   | 6e                                     |
| Mariia Ulianenko                                  | 400m T13     | 58 s 56       | 3e          | Éliminée       | Éliminée                               |
| Veronika Zotova                                   | 1500m T13    | 4 min 52 s 18 | 3e          | 4 min 33 s 96  | 4e                                     |

## Goalball
La Russie participe au tournoi féminin, l'équipe ayant obtenu sa qualification avec sa deuxième place au Championnat du monde IBSA de Goalball 2018

## Volley-ball assis
La Russie participe aux deux tournois
- l'équipe masculine ayant obtenu sa qualification avec son titre de champion d'Europe de ParaVolley 2019
- l'équipe féminine ayant obtenu sa qualification avec son titre de championne du monde de ParaVolley 2018